# Charles Henry Hardin

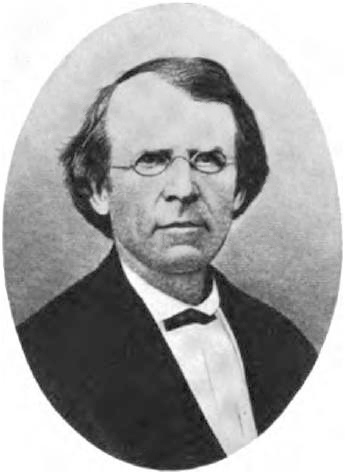
Charles Henry Hardin

Charles Henry Hardin (* 15. Juli 1820 im Trimble County, Kentucky; † 29. Juli 1892 in Mexico, Missouri) war ein US-amerikanischer Politiker und von 1875 bis 1877 der 22. Gouverneur von Missouri.

## Frühe Jahre
Charles Hardin besuchte die Indiana University, die Miami University und das Oxford College in Ohio. Nach einem anschließenden Jurastudium wurde er im Jahr 1843 als Rechtsanwalt zugelassen. Zwischen 1848 und 1852 war er Anwalt im Zweiten Gerichtsbezirk von Missouri.

## Politische Laufbahn
In den Jahren 1852, 1854 und 1858 wurde Hardin in das Repräsentantenhaus von Missouri gewählt. 1855 war er Mitglied eines Ausschusses zur Überarbeitung der Landesgesetze. Zwischen 1860 und 1862 und nochmals von 1872 bis 1874 war er Mitglied des Staatssenats. Bei Ausbruch des Amerikanischen Bürgerkrieges sympathisierte er mit der Konföderation und befürwortete den Austritt Missouris aus der Union, der aber nicht vollzogen wurde. Durch diese Haltung geriet er in den 1860er Jahren zeitweise in das politische Abseits. Gegen Ende des Jahrzehntes gelang ihm aber mit seiner Demokratischen Partei die Rückkehr auf die politische Bühne. Am 5. November 1874 wurde er zum neuen Gouverneur seines Staates gewählt.
Hardin trat sein neues Amt am 12. Januar 1875 an. In seiner zweijährigen Amtszeit trat eine neue Landesverfassung in Kraft und die Stadt St. Louis wurde aus dem gleichnamigen County herausgenommen. Ansonsten verlief seine Amtszeit ohne besondere Vorkommnisse. Sie endete am 8. Februar 1877.

## Weiterer Lebenslauf
Nach dem Ende seiner Amtszeit zog sich Hardin aus der Politik zurück. Er gründete in Mexico (Missouri) eine Mädchenschule. In dieser Stadt ist er am 29. Juli 1892 auch verstorben. Er war mit Mary Barr Jenkins verheiratet.